# الباجي (الهايي)
الباجي (بالفارسية: الباجی) هي منطقة سكنية تقع في إيران في قسم الهايي الريفي. يقدر عدد سكانها بـ 1,867 نسمة .